# Radiocentrum avalonense
Radiocentrum avalonense är en snäckart som först beskrevs av Hemphill 1905.  Radiocentrum avalonense ingår i släktet Radiocentrum och familjen Oreohelicidae. IUCN kategoriserar arten globalt som akut hotad. Inga underarter finns listade i Catalogue of Life.